# Japan Airlines
Japan Airlines (kurz JAL; bis 1989 Japan Air Lines; japanisch 日本航空株式会社 Nihon Kōkū Kabushiki-gaisha, kurz 日航 Nikkō) ist nach All Nippon Airways die zweitgrößte japanische Fluggesellschaft mit Sitz in Shinagawa und Basis auf dem Flughafen Tokio-Haneda. Das im Nikkei 225 gelistete Unternehmen ist Mitglied der Luftfahrtallianz Oneworld Alliance und betreibt fünf weitere Tochterfluggesellschaften.

## Geschichte

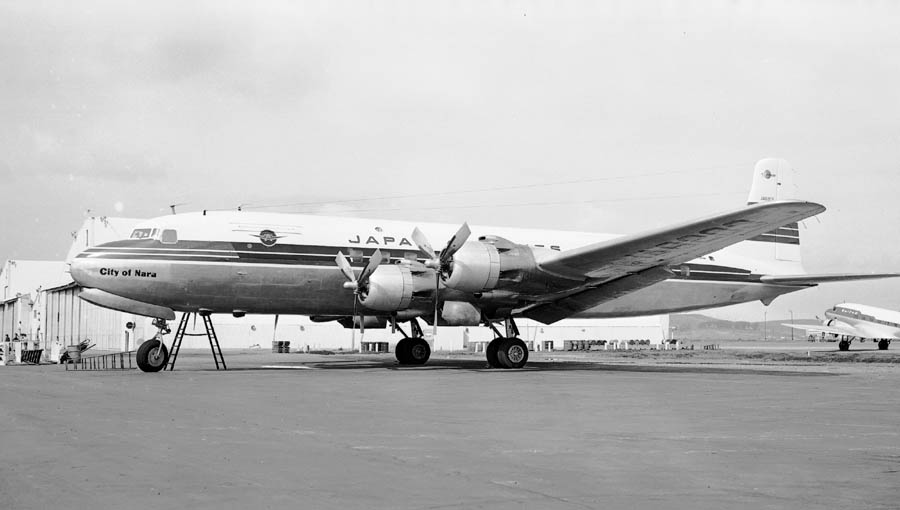
Douglas DC-6 der Japan Air Lines im März 1950

Die Geschichte der Japan Airlines und ihrer Vorläufer reicht von der Gründung Mitte der 1920er Jahre über die Eröffnung des Tokioter Flughafens Haneda bis zum Zweiten Weltkrieg. Mit der japanischen Kapitulation im Pazifikkrieg wurde der Flugbetrieb von den Alliierten verboten. Erst 1951 wurde die Fluggesellschaft unter dem Namen Japan Air Lines Co. Ltd. neu gegründet und am 10. Oktober der regionale Flugbetrieb auf der Strecke Tokio-Haneda–Osaka offiziell wieder aufgenommen.
Nach der vollständigen Privatisierung wurde die offizielle englische Schreibweise des Gesellschaftsnamens im Jahr 1989 in Japan Airlines geändert. Nach der Fusion mit Japan Air System und der Gründung mehrerer Tochtergesellschaften firmierte das Unternehmen vom 26. Juli 2004 bis zum 1. Oktober 2006 als K.K. Nihon Kōkū (englisch Japan Airlines Corporation) und nannte sich schließlich in Japan Airlines International um.
Im Oktober 2005 gab die Airline bekannt, der Luftfahrtallianz Oneworld Alliance beizutreten. Dies geschah daraufhin im April 2007.
Im Sommer 2009 geriet JAL in wirtschaftliche Schwierigkeiten. Das Ministerium für Land, Infrastruktur und Verkehr richtete eine JAL-Wiederaufbauarbeitsgruppe ein (JAL再生タスクフォース). Am 19. Januar 2010 meldete das Unternehmen mit geschätzten Verbindlichkeiten von 2,3 Billionen Yen Insolvenz an. Im Restrukturierungsprozess sollten rund 15.000 Mitarbeiter entlassen, die Boeing 747-400 durch kostengünstigere Flugzeuge ersetzt, 31 Flugrouten gestrichen und zahlreiche Tochterunternehmen veräußert werden. Zugleich erklärte Firmenchef Haruka Nishimatsu seinen Rücktritt. Es handelte sich um die größte Insolvenz eines Unternehmens außerhalb der Finanzindustrie in der japanischen Wirtschaftsgeschichte.
Im Januar 2011 stellte JAL ihr neues Corporate Design vor, welches wieder das bereits von 1959 bis 2002 verwendete Kranich-Logo auf dem Seitenleitwerk der Flugzeuge beinhaltet.
Im Jahr 2012 erfolgte nach erfolgreicher Restrukturierung der Börsengang des Unternehmens. JAL löste dabei ANA als gemäß Marktkapitalisierung wertvollste Fluggesellschaft Japans ab.

## Flugziele

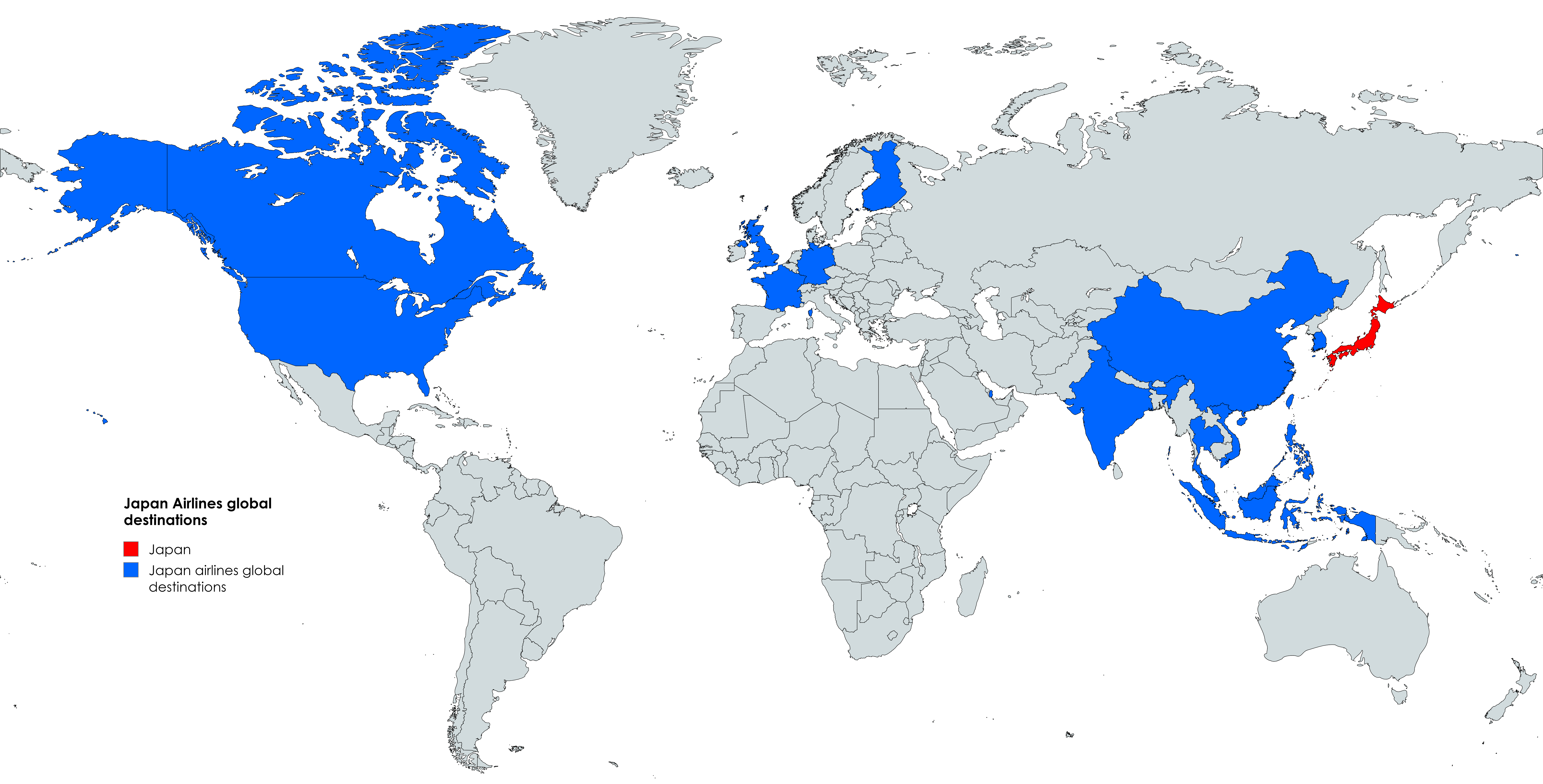
Flugziele der Japan Airlines

Als Basen dienen die Flughäfen Tokio-Haneda, Tokio-Narita, Kansai und Osaka-Itami, letzterer wird nur von innerjapanischen Flügen angeflogen.
Im deutschsprachigen Raum wird täglich Frankfurt von Tokio-Narita aus bedient. In der Vergangenheit wurden zudem Düsseldorf, Hamburg, Berlin-Schönefeld und Zürich von Japan Airlines angeflogen.
Codesharing
Japan Airlines arbeitet mit 29 Codeshare-Partnern zusammen, darunter einige aus der Oneworld Alliance sowie davon unabhängig mit Air France, Emirates und weiteren allianzunabhängigen Fluggesellschaften.

## Flotte

### Aktuelle Flotte

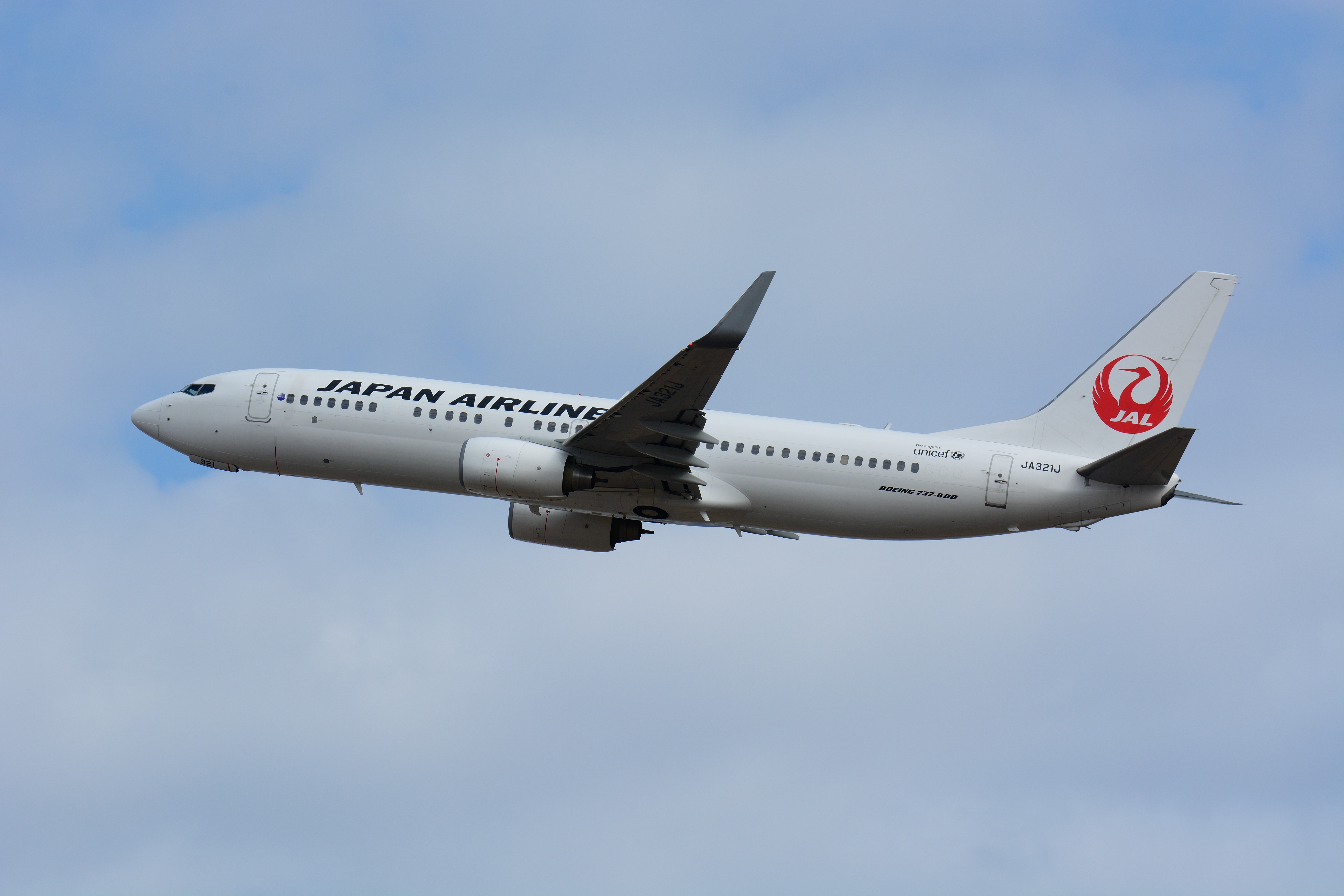
Boeing 737-800 der Japan Airlines

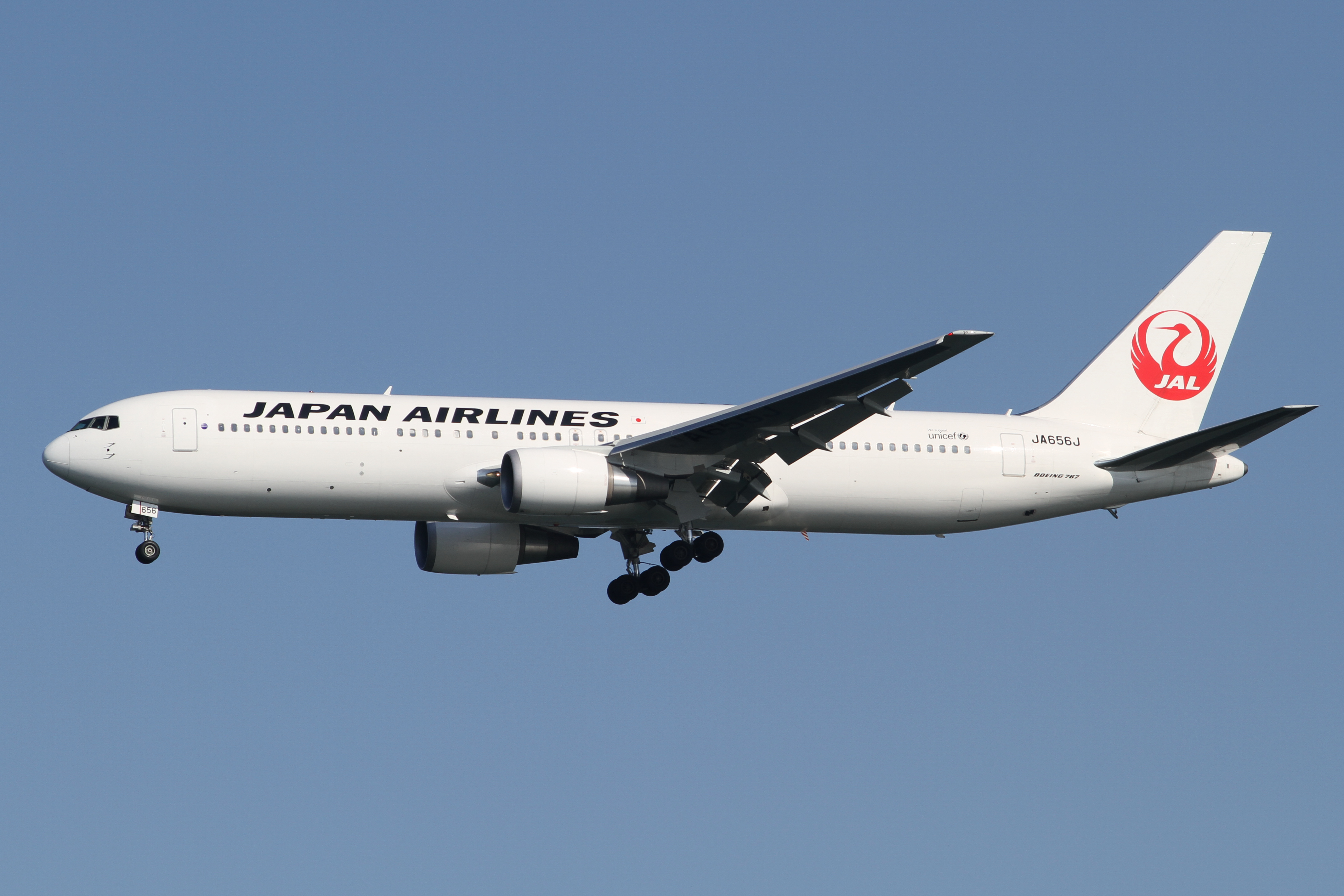
Boeing 767-300ER der Japan Airlines

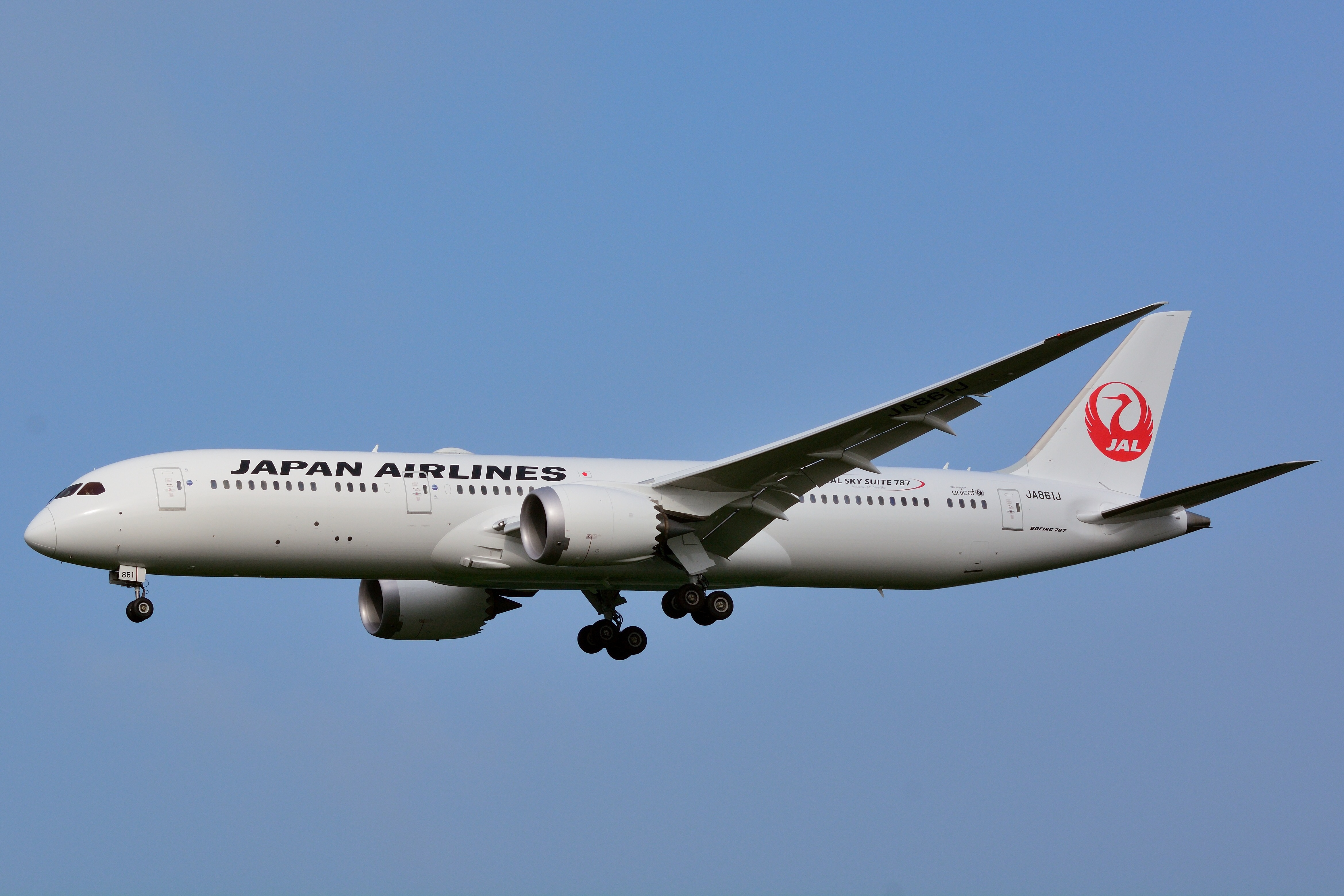
Boeing 787-9 der Japan Airlines

Mit Stand März 2025 besteht die Flotte der Japan Airlines aus 150 Flugzeugen mit einem Durchschnittsalter von 11,9 Jahren:
| Flugzeugtyp       | Anzahl | bestellt | Anmerkungen                                                                                             | Sitzplätze (First/Business/Eco+/Eco)               | Durchschnittsalter |
| ----------------- | ------ | -------- | --- | -------------------------------------------------- | ------------------ |
| Airbus A321neo    |        | 11       | Auslieferung ab 2028                                                                                    | – offen –                                          |                    |
| Airbus A350-900   | 015    | 23       | einer inaktiv; JA13XJ musste aufgrund der Flugzeugkollision von Tokio-Haneda 2024 abgeschrieben werden. | 369 (12/94/-/263)                                  | 4,4 Jahre          |
| Airbus A350-1000  | 09     | 04       | einer inaktiv                                                                                           | 239 (6/54/24/155)                                  | 0,8 Jahre          |
| Boeing 737-800    | 042    |          | zwei inaktiv; mit Winglets ausgestattet                                                                 | 144 (-/12/-/132) 165 (-/20/-/145)                  | 15,2 Jahre         |
| Boeing 737 Max 8  |        | 38       | Auslieferung ab 2026                                                                                    | – offen –                                          |                    |
| Boeing 767-300ER  | 024    |          | acht mit Winglets ausgestattet                                                                          | 199 (-/24/-/175) 252 (5/42/-/205) 261 (-/42/-/219) | 17,8 Jahre         |
| Boeing 767-300BCF | 03     |          | eine mit Winglets ausgestattet                                                                          | Cargo                                              | 17,8 Jahre         |
| Boeing 777-300ER  | 012    |          | eine inaktiv                                                                                            | 244 (8/49/40/147)                                  | 17,9 Jahre         |
| Boeing 787-8      | 023    |          | eine inaktiv                                                                                            | 161 (-/38/35/88) 186 (-/42/-/144)                  | 9,7 Jahre          |
| Boeing 787-9      | 022    | 10       | eine inaktiv;+ 10 Optionen                                                                              | 195 (-/44/35/116)                                  | 7,2 Jahre          |
| Gesamt            | 150    | 86       | |                                                    | 11,9 Jahre         |

### Ehemalige Flotte

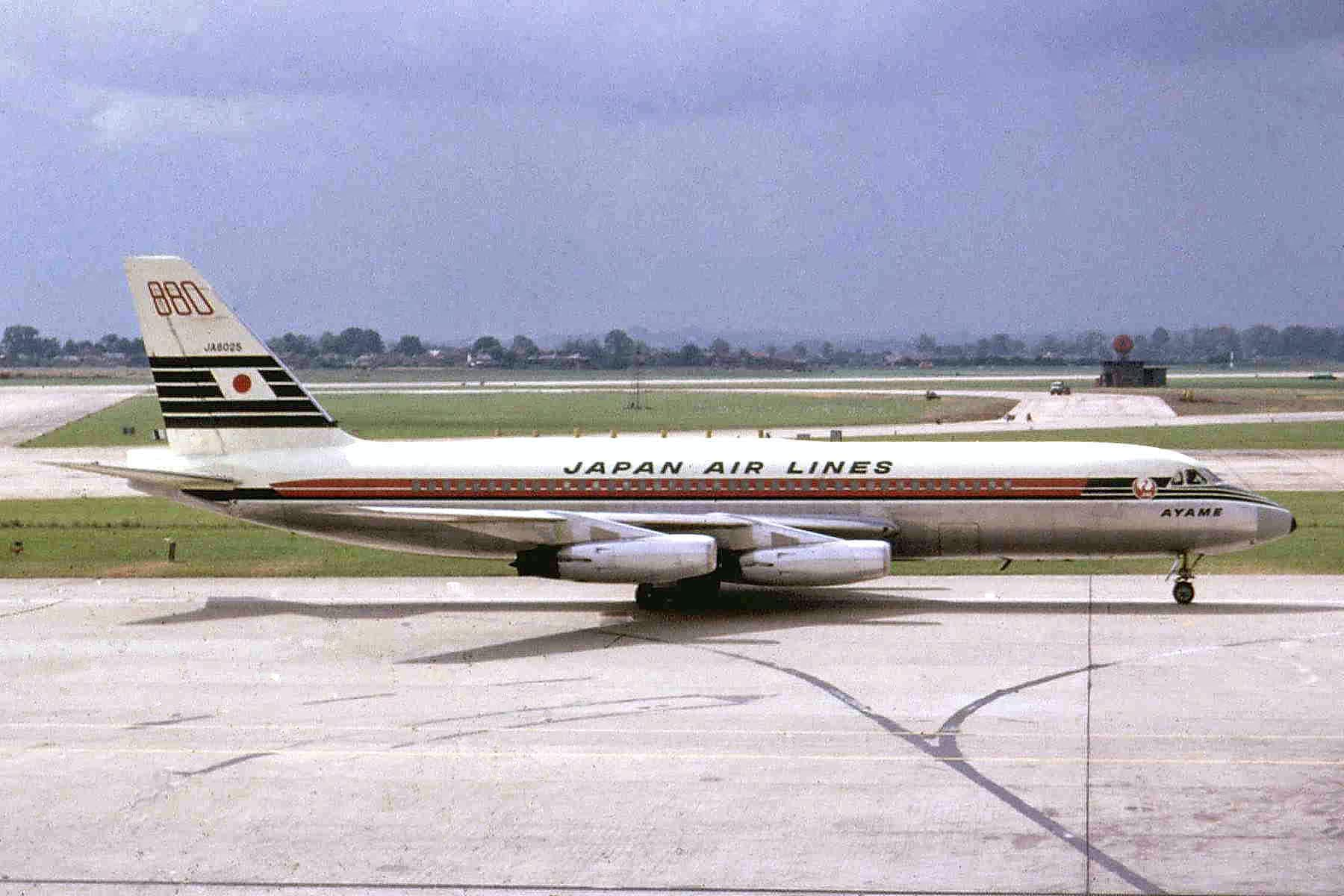
Convair CV-880 der Japan Air Lines im Jahr 1963

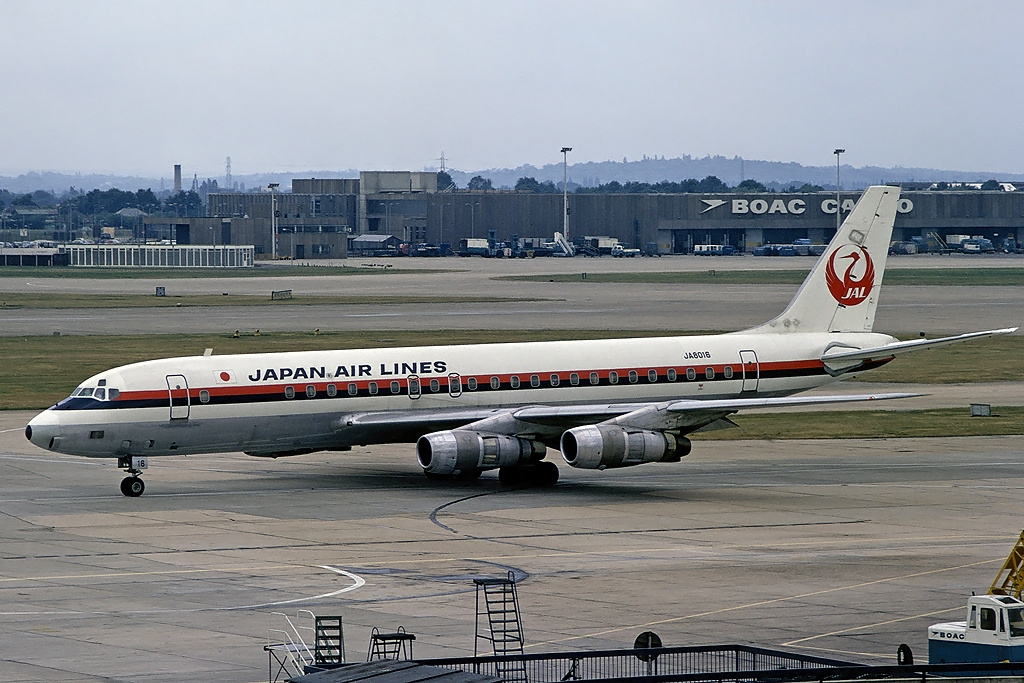
Douglas DC-8-55 der Japan Air Lines im Jahr 1972

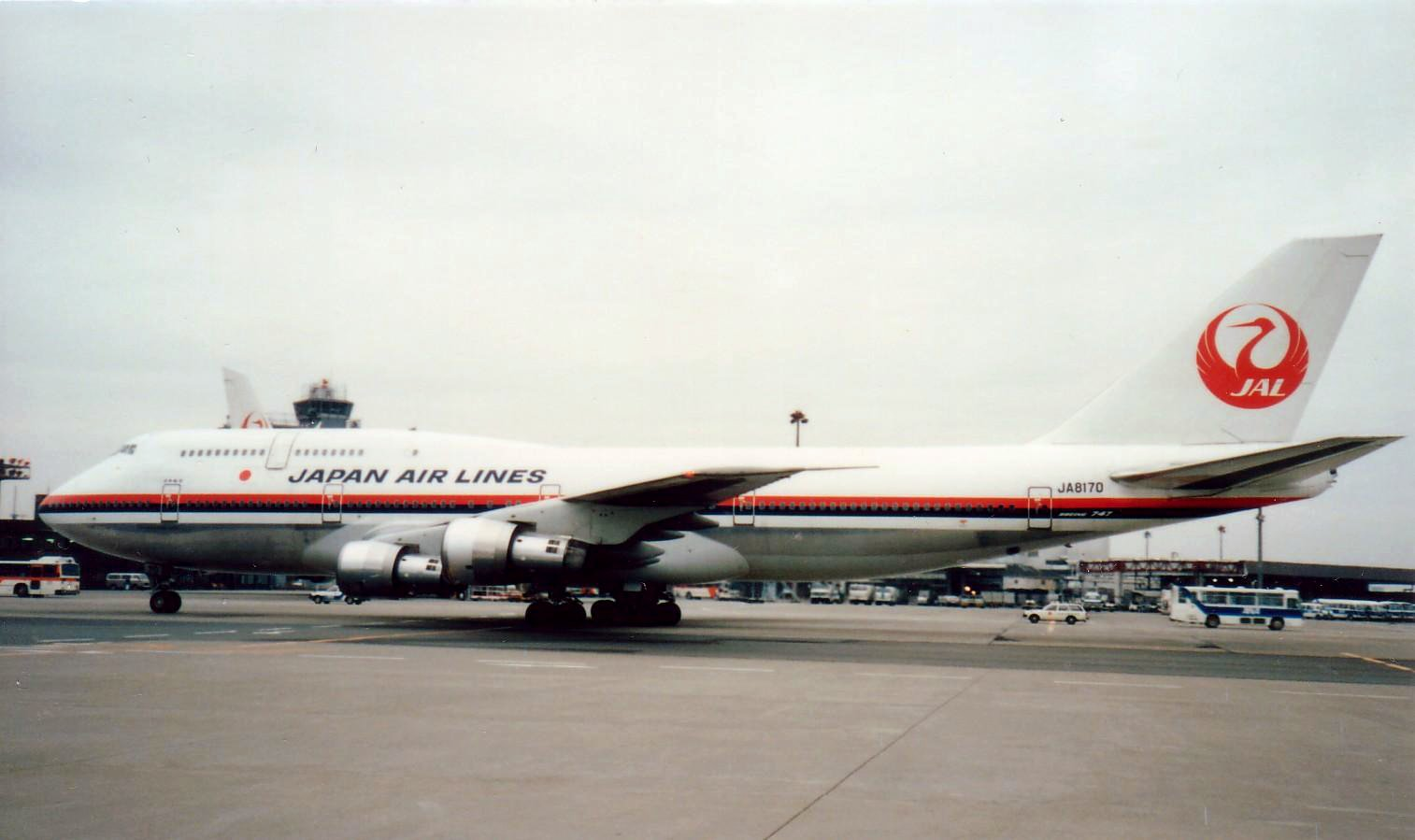
Boeing 747-100BSR der Japan Air Lines mit verlängertem Oberdeck im Jahr 1987

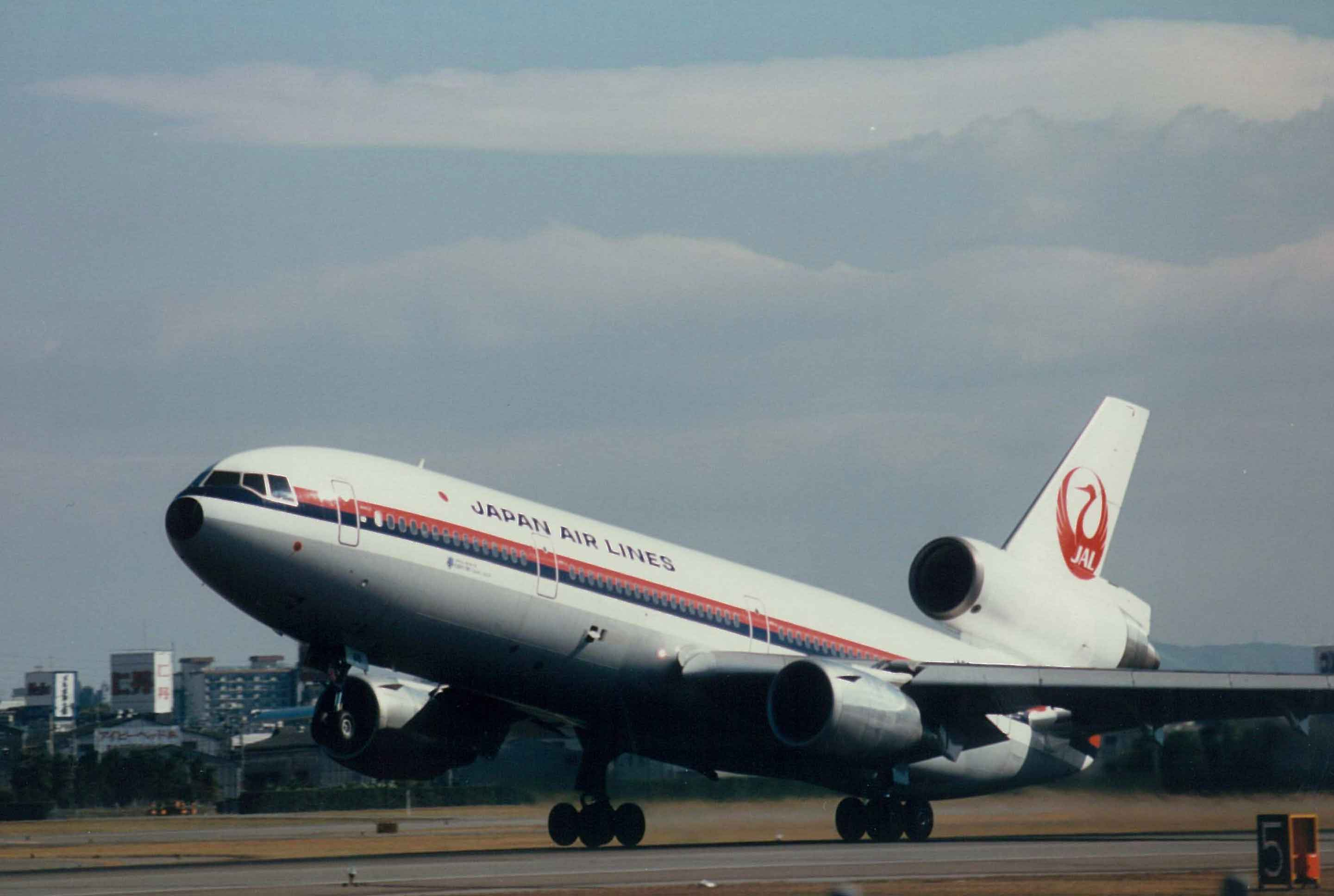
McDonnell Douglas DC-10-40 noch in alter Bemalung um 1990

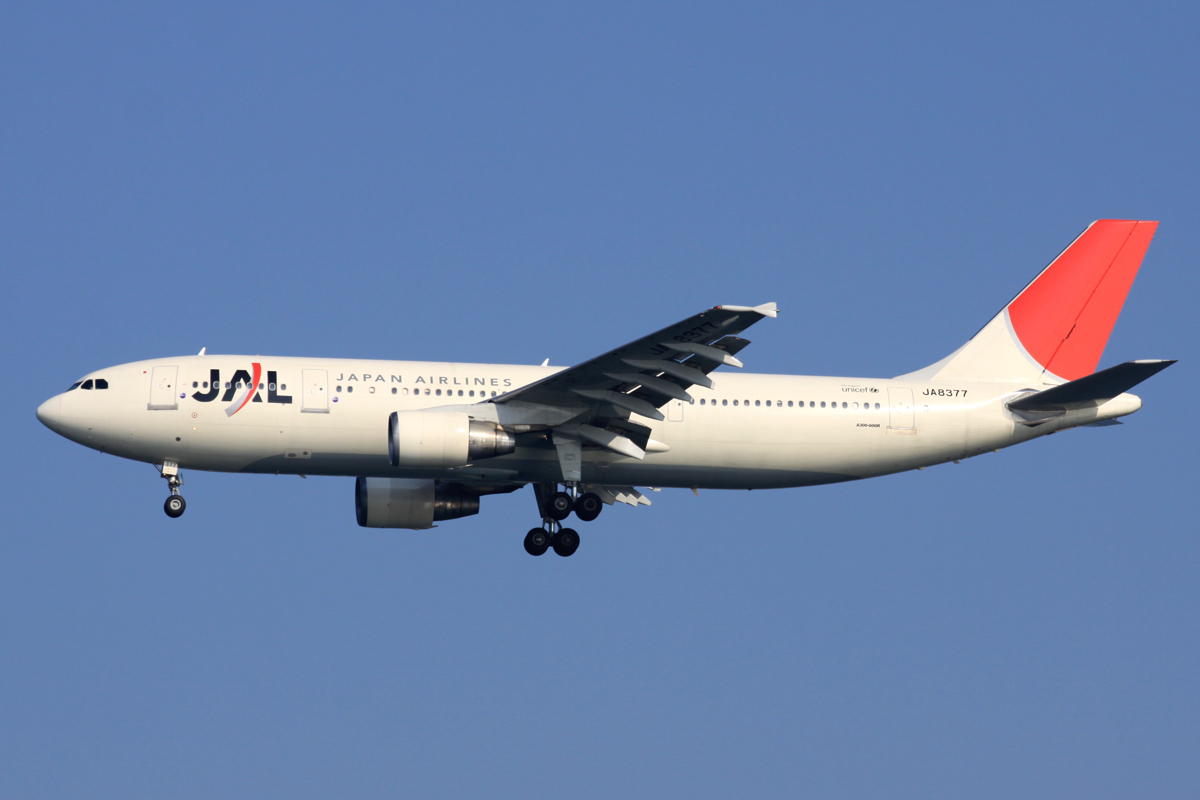
Airbus A300-600R der Japan Airlines im Jahr 2009

In der Vergangenheit setzte Japan Airlines unter anderem folgende Flugzeugtypen ein:
| Flugzeugtyp                          | Anzahl  | Einsatzzeit    | Anmerkungen        |
| ------------------------------------ | ------- | -------------- | ------------------ |
| Airbus A300-600R                     | 019     | 2002–2011      | übernommen von JAS |
| Beechcraft T-34 Mentor               | 003     | 1952–1964      | Schulflugzeuge     |
| Beechcraft Queen Air 65              | 004     | 1964–1969      | Schulflugzeuge     |
| Beechcraft Super H-18                | 012     | 1967–1976      | Schulflugzeuge     |
| Boeing 727-046                       | 012     | 1965–1987      |                    |
| Boeing 737-200                       | 009     | 1978–2002      | SWAL               |
| Boeing 747-100                       | 0015    | 1970–2006      |                    |
| Boeing 747-100SR                     | 006     | 1973–1994      |                    |
| Boeing 747-100                       | 001     | 1977–2000      | Frachtflugzeug     |
| Boeing 747-300                       | 019     | 1983–2010      |                    |
| Boeing 747-400                       | 029     | 1990–2011      |                    |
| Boeing 767-300                       | 022     | 1986–2021      |                    |
| Boeing 777-200                       | 015     | 1996–2021      |                    |
| Boeing 777-200ER                     | 026     | 1996–2023      |                    |
| Boeing 777-300                       | 007     | 1998–2021      |                    |
| Convair CV-880M                      | 009     | 1961–1970      |                    |
| De Havilland Canada DHC-6 Twin Otter | 004     | 1973–1994      | SWAL               |
| Douglas DC-3                         | ~20 001 | 1938+1939 1951 |                    |
| Douglas DC-4(E)                      | 001 011 | 1938 1952–1964 |                    |
| Douglas DC-6A/B                      | 009     | 1953–1969      |                    |
| Douglas DC-7C(F)                     | 005     | 1957–1965      |                    |
| Douglas DC-8-32                      | 004     | 1960–1974      |                    |
| Douglas DC-8-33                      | 001     | 1961–1975      |                    |
| Douglas DC-8-53                      | 007     | 1962–1982      |                    |
| Douglas DC-8-55(AF)                  | 006     | 1965–1982      |                    |
| Douglas DC-8-61                      | 020     | 1969–1987      |                    |
| Douglas DC-8-62(F)                   | 015     | 1968–1987      |                    |
| Martin 2-0-2                         | 005     | 1951+1952      |                    |
| McDonnell Douglas DC-10-40           | 020     | 1976–2005      |                    |
| McDonnell Douglas MD-11              | 010     | 1993–2004      |                    |
| McDonnell Douglas MD-87              | 08      | 2002–2008      | übernommen von JAS |
| McDonnell Douglas MD-90              | 016     | 2002–2013      | übernommen von JAS |
| Mitsubishi G3M2                      | 024     | 1937–1939      |                    |
| Nakajima AT-2                        | ~25     | 1936–1938      | Lizenzbau der DC-2 |
| Nakajima AT-3                        | ~30     | 1938–1941      | Lizenzbau der DC-3 |
| Junkers Ju 86 Z-2                    | 017     | 1938+1939      |                    |

### Tochtergesellschaften

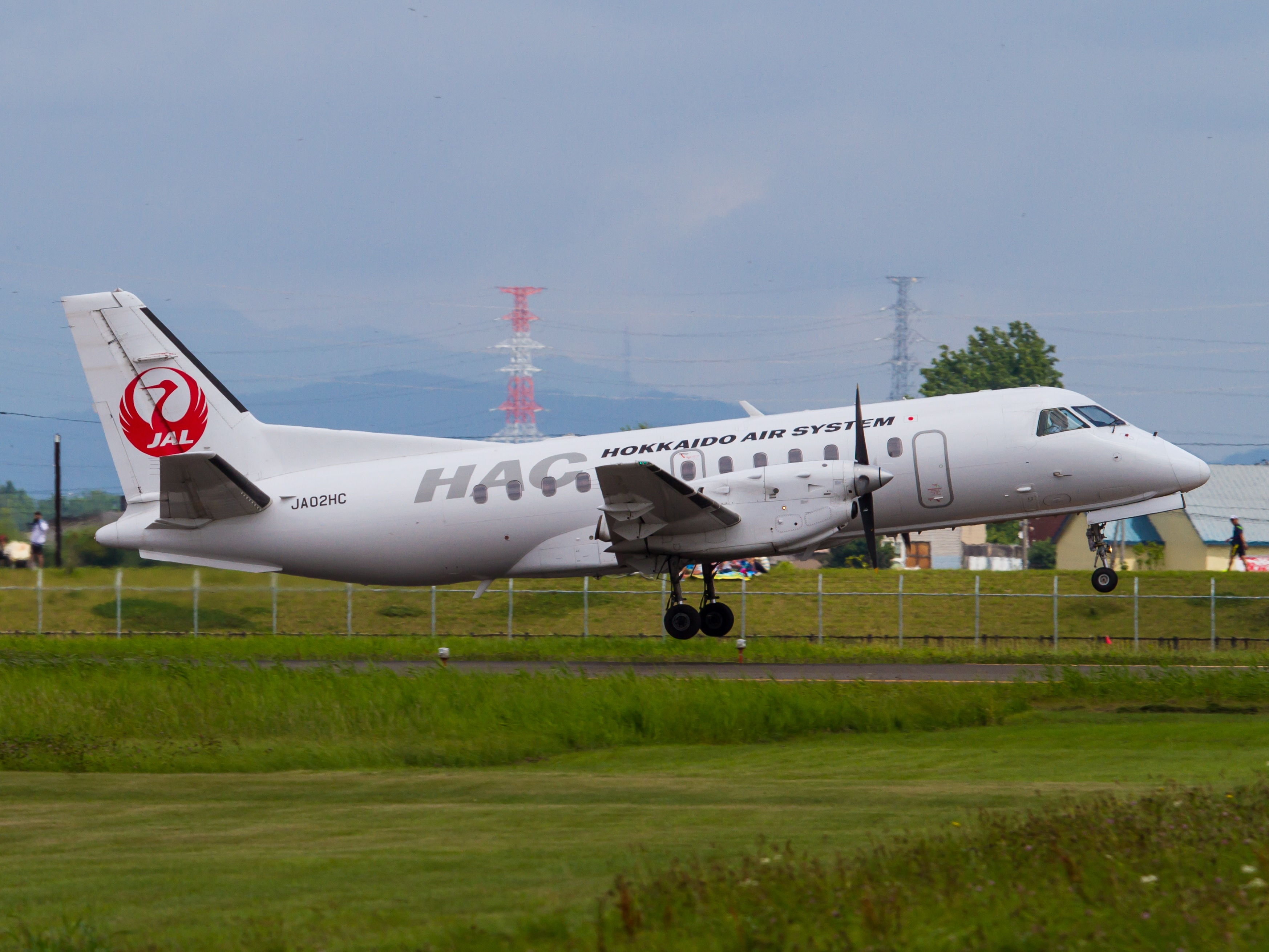
Saab 340B der Hokkaido Air System

Japan Airlines besitzt insgesamt fünf Tochtergesellschaften, die mit Stand März 2023 64 Flugzeuge betreiben:
| Fluggesellschaft     | aktiv | bestellt | Flugzeugtypen          |
| -------------------- | ----- | -------- | ---------------------- |
| Hokkaido Air System  | 03    |          | ATR 42-600             |
| J-Air                | 32    |          | Embraer 170/190        |
| Japan Air Commuter   | 11    |          | ATR 42-600 ATR 72-600  |
| Japan Transocean Air | 13    |          | Boeing 737-800         |
| Ryūkyū Air Commuter  | 05    |          | De Havilland DHC-8-400 |
| Gesamt               | 64    |          |                        |

### Sonderbemalungen
Abweichend zur Standardbemalung gibt es seit 1994 bei Japan Airlines verschiedenste Sonder- und Werbe-Designs an den Flugzeugen:
Aktuelle Sonderbemalungen
| Flugzeugtyp      | Luftfahrzeugkennzeichen | Thema    | Bild |
| ---------------- | ----------------------- | -------- | ---- |
| Boeing 777-200ER | JA771J                  | oneworld |      |
| Boeing 777-300ER | JA732J                  | oneworld |      |
| Boeing 767-300   | JA8980                  | oneworld |      |

Ehemalige Sonderbemalungen (Auswahl)
| Flugzeugtyp                | Luftfahrzeugkennzeichen/Anzahl | Thema | Bild |
| -------------------------- | ------------------------------ | --- | ---- |
| Boeing 747-100SR           | JA8142                         | 1. Generation „JAL Dream Express“ |      |
| Boeing 747-100SR/SUD       | JA8170                         | 1. Generation „JAL Dream Express“ |      |
| Boeing 767-300             | JA8397–JA8399                  | 1. Generation „JAL Dream Express“ |      |
| Boeing 747-400/400D        | JA8912 JA8905                  | 2. Generation „JAL Dream Express“ |      |
| Boeing 747-400D            | JA8908                         | 2. Generation „JAL Dream Express“ |      |
| Boeing 747-400D            | JA8904                         | 2. Generation „JAL Dream Express“ |      |
| Boeing 747-400D            | JA8083                         | 2. Generation „JAL Dream Express“ |      |
| Boeing 747-400D            | JA8084                         | 2. Generation „JAL Dream Express“ |      |
| Boeing 747-100             | JA8111                         | „Super Resort Express“ |      |
| Boeing 747-200             | JA8104 JA8131                  | „Super Resort Express“ |      |
| Boeing 747                 | 7                              | „Reso’Cha“: Diese Maschinen flogen im Charterdienst (Reso'Cha = Resort Charter) der JALways zu Ferienzielen im Pazifik. Dieses Outfit erstreckte sich in Form eines Blütenmusters in drei unterschiedlichen Farbvarianten gelb, rot oder violett über das gesamte Flugzeug. |      |
| McDonnell Douglas DC-10-40 | 1                              | „Reso’Cha“: Diese Maschinen flogen im Charterdienst (Reso'Cha = Resort Charter) der JALways zu Ferienzielen im Pazifik. Dieses Outfit erstreckte sich in Form eines Blütenmusters in drei unterschiedlichen Farbvarianten gelb, rot oder violett über das gesamte Flugzeug. |      |
| Boeing 777-300ER           | JA732J                         | „Samurai Blue 2006“ (Fußball-Weltmeisterschaft 2006) |      |
| Boeing 777-200             | JA8985                         | 3. Generation „JAL Dream Express“ |      |
| Boeing 737-800             | JA339J JA332J                  | 3. Generation „JAL Dream Express“ |      |
| Boeing 767-300ER           | JA610J                         | „JAL Doraemon Jet“ |      |

## Basisdaten

Logo von 1989 bis 2002

Logo von 2002 bis 2011

Logo seit 2011

### Beförderte Passagiere
- 1996: 29,979 Millionen (davon: 11,266 International/17,756 National)
- 1999: 32,800 "
- 2002: 61,160 " (14,640/46,520)
- 2003: 58,172 " (11,745/46,427)
- 2004: 59,448 " (14,743/44,705)
- 2005: 58,035 " (14,187/43,848)
- 2006: 57,451 " (13,467/43,984)
- 2007: 55,271 " (13,367/41,904)
- 2008: 52,858 " (11,704/41,154)
- 2009: 40,144 " (8,984/31,160)
- 2011: 35,810 " (6,845/28,965)
- 2012: 37,545 " (7,525/30,020)
- 2013: 38,942 " (7,723/31,219)
- 2014: 39,438 " (7,794/31,644)

### Beförderte Fracht
- 2002: 1.181.158 Tonnen
- 2003: 1.189.089 "
- 2004: 1.255.722 "
- 2005: 1.221.217 "
- 2006: 1.229.293 "
- 2007: 1.213.425 "
- 2008: 1.127.992 "
- 2009:   894.907 "
- JAl Cargo wurde im Oktober 2010 geschlossen

### Beförderte Post
- 2002: 115.209 Tonnen
- 2003: 117.491 "
- 2004: 116.199 "
- 2005: 128.334 "
- 2006: 142.538 "
- 2007: 131.996 "
- 2008:  71.723 "
- 2009:  53.482 "
- JAL Cargo wurde im Oktober 2010 geschlossen

## Tochterunternehmen der JAL

Fluggesellschaften, an denen JAL Anteile besitzt

Japan Airlines betreibt mehrere in der Reise- und Luftfahrtbranche angesiedelte Tochterunternehmen:
- Hokkaido Air System (HAC), eine Regionalfluggesellschaft mit Sitz in Chitose.
- J-Air, eine Regionalfluggesellschaft mit Sitz in Nagoya.
- Japan Air Commuter (JAC), eine Regionalfluggesellschaft mit Sitz in Kagoshima.
- Japan Airship Services (JAS) betreibt Luftschiffe.
- Japan Transocean Air (JTA), eine Regionalfluggesellschaft mit Sitz in Naha.
- Ryūkyū Air Commuter (RAC), eine Regionalfluggesellschaft mit Sitz in Naha.
- JAL Hotels, eine internationale Hotelkette.
- JALUX (zuvor JAL Trading Company) bietet Catering an.
- JALPAK, eine europäische Reisebürokette.
- JAMCO stattet Flugzeuge aus und bietet Wartungen an.

Ehemalige Tochtergesellschaften
- JAL Express (JEX), eine Billigfluggesellschaft mit Sitz in Osaka, wurde zum 1. Oktober 2014 in JAL integriert.
- JALways (zuvor Japan Air Charter) führte Flüge nach Asien, Ozeanien und in die USA durch und wurde zum 1. Dezember 2010 in JAL integriert.
- Japan Asia Airways (JAA) führte Flüge nach Taiwan durch und wurde zum 31. März 2008 in JAL integriert.

## Zwischenfälle
- Am 9. April 1952 wurde eine von der US-amerikanischen Northwest Airlines gemietete Martin 2-0-2 (Luftfahrzeugkennzeichen N93043) der Japan Airlines während eines japanischen Inlandsfluges in den Mihara-Vulkan (Japan) geflogen. Durch diesen CFIT (Controlled flight into terrain) wurden alle 37 Personen an Bord getötet, vier Besatzungsmitglieder und 33 Passagiere (siehe auch Flugunfall der Japan Air Lines am Mihara-Vulkan).[19]

- Am 30. September 1957 fing bei einer Douglas DC-4-1009 der Japan Airlines (JA6011) während des Starts vom Flughafen Osaka-Itami (Japan) in 90 Metern Höhe das Triebwerk Nr. 1 (links außen) Feuer. In einem Reisfeld wurde eine Notlandung durchgeführt. Das Flugzeug wurde irreparabel beschädigt. Alle 57 Insassen überlebten den Unfall.[20]

- Am 25. April 1961 kam es zu einem Landeunfall der Douglas DC-8-32 JA8003 auf dem Flughafen Tokio-Haneda. Die Maschine brach auseinander und wurde erheblich beschädigt, nach neunmonatiger Wiederherstellung dann aber als DC-8-53 (JA8008) an Japan Airlines zurückgeliefert.

- Am 10. April 1962 kam es mit einer Douglas DC-4/C-54-DO der Japan Airlines (JA6003) auf dem Flughafen Osaka-Itami (Japan) zu einer Bauchlandung. Das Flugzeug wurde irreparabel beschädigt. Alle 64 Insassen überlebten den Unfall.[21]

- Am 27. Februar 1965 sollte mit einer Convair CV-880 der Japan Airlines (JA8023) beim Flugtraining am Flughafen Nagasaki (Japan) ein tiefer Überflug in 45 Metern Höhe geübt werden. Das Flugzeug sank jedoch zu schnell, schlug auf der Landebahn auf und wurde irreparabel beschädigt. Alle 6 Besatzungsmitglieder, die einzigen Insassen, überlebten den Unfall.[22]

- Am 26. August 1966 verunglückte die einzige Convair CV-880 der Japan Domestic Airlines (JA8030), die zu diesem Zeitpunkt an die Japan Air Lines verleast war, auf dem Flughafen Tokio-Haneda beim Start zu einem lokalen Trainingsflug. Die gesamte fünfköpfige Besatzung kam dabei ums Leben.[23]

- Am 22. November 1968 schlug eine Douglas DC-8 (JA8032) bei dichtem Nebel etwa vier Kilometer vor der Landebahn des Flughafens San Francisco auf dem Wasser auf. Alle 120 Passagiere und Besatzungsmitglieder überlebten das Unglück. Das Flugzeug wurde später geborgen, repariert und wieder in Dienst gestellt.[24]

- Am 24. Juni 1969 verunglückte eine Convair CV-880 (JA8028) auf einem Trainingsflug bei Moses Lake (Washington) während eines simulierten Triebwerksausfalls beim Start. Der Prüfkapitän hatte die Leistung von Triebwerk Nr. 4 während des Starts heruntergefahren, wodurch die Maschine zu gieren begann. Der zu prüfende Pilot korrigierte die Gierbewegung nicht rechtzeitig, woraufhin die Triebwerksgondel Bodenkontakt bekam und die Maschine von der Landebahn schlitterte und in Brand geriet. Drei der fünf Menschen an Bord kamen ums Leben (siehe auch Japan-Air-Lines-Flug 90).[25]

- Am 24. Februar 1970 stieg der 14-jährige Keith Sapsford, ein jugendlicher Ausreißer, am Flughafen Sydney in den Fahrwerksschacht einer Douglas DC-8 der Japan Airlines. Als die Maschine zum Flug nach Tokio abhob, verlor Sapsford den Halt. Den 60 Meter tiefen Sturz in die Botany Bay überlebte Sapsford nicht. Ein Amateurfilmer hielt den Moment des Sturzes zufällig auf Bild fest.[26] Das Foto wurde im Life-Magazine veröffentlicht.[27]

- Am 31. März 1970 wurde eine Boeing 727 auf einem Flug von Tokio-Haneda nach Fukuoka von 9 Entführern der japanischen Roten Armee Fraktion entführt. Die Entführer wollten ursprünglich nach Havanna, sie sind jedoch letztendlich in Pjöngjang gelandet, wo auch die letzten Geiseln freigelassen wurden. Bei dieser Flugzeugentführung gab es keine Todesopfer (siehe auch Japan-Air-Lines-Flug 351).[28][29]

- Am 14. Juni 1972 kollidierte die Douglas DC-8-53 JA8012 während des Landeanfluges rund 20 Kilometer vor dem Flughafen Delhi (Indien) mit einem Hindernis und zerschellte am Boden, wobei 82 der 87 Menschen an Bord sowie 3 am Boden starben.[30]

- Am 24. September 1972 befand sich die Douglas DC-8-53 JA8013 im Anflug auf den Flughafen Bombay, als die Piloten statt des internationalen Flughafens irrtümlich den kleineren Flugplatz Bombay-Juhu in dessen Nähe ansteuerten. Bei der Landung schoss die Maschine über die mit 1143 m Länge viel zu kurze Landebahn hinaus. Unter den 122 Insassen gab es keine Todesopfer, allerdings wurde das Flugzeug irreparabel beschädigt.[31]

- Am 28. November 1972 verlor die Douglas DC-8-62 JA8040 kurz nach dem Start vom Flughafen Moskau-Scheremetjewo plötzlich an Höhe und stürzte zu Boden. 61 Menschen der 76 Menschen an Bord starben (siehe auch Japan-Air-Lines-Flug 446).[32]

- Am 23. Juli 1973 wurde eine Boeing 747-246B der JAL (JA8109) auf einem Flug von Amsterdam nach Tokio von arabischen Terroristen entführt. Während des Fluges wurde eine Handgranate gezündet. Die beschädigte Maschine landete in Flughafen Bengasi (Libyen). Passagiere und Besatzung durften dort von Bord gehen, anschließend wurde das Flugzeug von den Entführern gesprengt.

- Am 3. Februar 1975 mussten nach der Landung einer Boeing 747 der Japan Air Lines (JAL) auf dem Flughafen Kopenhagen 197 Menschen wegen schwerer Lebensmittelvergiftungen behandelt werden, davon 144 stationär. Ein Koch der JAL am Flughafen Anchorage hatte Schinkenomelettes durch Infektionen an seinen Fingern mit Staphylokokken verunreinigt. Die Lagerungsmethoden der Lebensmittel am Flughafen Anchorage und bis zum Servieren hatten die Vermehrung der Bakterien begünstigt. Die Piloten hatten nichts von dieser Mahlzeit gegessen. Nach den Zwischenfällen beging der Catering-Manager von JAL in Anchorage Suizid. Die Federal Aviation Administration änderte ihre Bestimmungen, so dass zwei Piloten desselben Fluges Mahlzeiten essen sollten, die durch zwei Köche zubereitet wurden (siehe auch Lebensmittelvergiftungen bei der Japan Air Lines)

- Am 13. Januar 1977 kam es bei einer Douglas DC-8-62AF-Frachtmaschine der Japan Air Lines (JA8054) kurz nach dem Start vom Flughafen Anchorage (Alaska) zu einem Strömungsabriss; sie stürzte zu Boden. Alle fünf Besatzungsmitglieder der Maschine starben, einschließlich des stark betrunkenen US-amerikanischen Kapitäns (siehe auch Japan-Air-Lines-Flug 1045).[33]

- Am 27. September 1977 flog die Douglas DC-8-62 JA8051 beim Anflug auf den Flughafen Kuala Lumpur-Subang (Malaysia) 6,5 Kilometer vor der Landebahn in einen niedrigen Hügel. 34 der 79 Menschen an Bord starben.[34]

- Am 9. Februar 1982 kam die Douglas DC-8-61 JA8061 beim Landeanflug auf den Flughafen Tokio-Haneda wegen eines Pilotenfehlers (versuchter erweiterter Suizid) vom Landegleitpfad ab und stürzte in die Bucht von Tokio. 24 der 174 Insassen starben (siehe auch Japan-Air-Lines-Flug 350).

- Am 17. September 1982 fielen bei der Douglas DC-8-61 JA8048 nach dem Start vom Flughafen Shanghai-Hongqiao (China) wesentliche Hydrauliksysteme aus. Die Piloten kehrten nach Shanghai zurück und führten eine Notlandung durch, bei der das Flugzeug zerstört, aber keiner der 124 Insassen getötet wurde.[35]

- Am 12. August 1985 kam es zum Absturz einer Boeing 747-SR46 (JA8119) während eines Inlandsfluges von Tokio nach Osaka. Die Maschine war um 18:12 vom Flughafen Tokio-Haneda gestartet. Auf Grund eines explosionsartigen Ermüdungsbruchs im hinteren Druckschott und gleichzeitigem Ausfall der wichtigen Hydrauliksysteme stürzte die Maschine um 18:56 Uhr aus ca. 2070 Metern Höhe in den Berg Osutaka in der Präfektur Gunma. 520 Menschen starben (alle 15 Besatzungsmitglieder und 505 Passagiere). Nur vier Passagiere überlebten das Unglück. Dies ist die höchste Zahl an Todesopfern in der Geschichte der Zivilluftfahrt beim Absturz eines einzelnen Flugzeugs (siehe auch Japan-Air-Lines-Flug 123).

- Am 30. Januar 2001 flog eine DC-10 der Japan Airlines mit 135 Metern Abstand an einer Boeing 747 ebenfalls von Japan Airlines vorbei. 100 Passagiere wurden verletzt (davon 9 schwer), jedoch gab es keine Todesopfer (siehe auch Beinahezusammenstoß der Japan Airlines 2001).[36]

- Am 7. Januar 2013 explodierte die Batterie einer Boeing 787-8 auf dem Flughafen Boston und das Flugzeug fing Feuer. Die Maschine war zu diesem Zeitpunkt nicht in der Luft, sondern wurde auf den Flug vorbereitet. Es wurde niemand verletzt.[37]

- Am 2. Januar 2024 fing ein Airbus A350-900 (JA13XJ) am Flughafen Tokio-Haneda Feuer. Das Flugzeug war als Flug JL516 aus Sapporo gelandet, als bei der Landung mutmaßlich durch eine Kollision mit einer Maschine des Typs De Havilland DHC-8-315Q der Küstenwache ein Feuer ausbrach. Laut Japan Airlines wurde der Airbus erfolgreich evakuiert, es gab keine Todesopfer unter den 379 Insassen (367 Passagiere und 12 Besatzungsmitglieder). Allerdings konnte nur eine von sechs Personen lebend aus dem Flugzeug der japanischen Küstenwache geborgen werden. (siehe auch Flugzeugkollision von Tokio-Haneda 2024)[38][39]

## Farbgebung der Flugzeuge
- 1951–1969 (1. Farbschema): Rumpf weiß, Unterseite aluminium, rot/dunkelblaues Fensterband, Flugzeugtypenbezeichnung auf Seitenleitwerk (z. B. CV-880, DC 8, 727) schwarzer Schriftzug „Japan Air Lines“ in Japanischen Schriftzeichen, ab 1954 zusätzlich noch in internationaler Schreibweise.
- Anfang 1970–Mai 1989 (2. Farbschema): Rumpf weiß, Unterseite aluminium oder hellgrau, rot/dunkelblaues oder schwarzes Fensterband, roter Tsuru (Kranich) auf Seitenleitwerk, schwarzer Schriftzug „JAPAN AIR LINES“
- Mai 1989–November 2002 (3. Farbschema): Rumpf weiß, Unterseite hellgrau, graues Rumpfband um die Bugpartie (an den Enden rot), roter Tsuru auf Seitenleitwerk, „JAL“ in schwarzen Großbuchstaben (siehe auch beide Fotos in diesem Artikel)
- November 2002–2011 (4. Farbschema): Rumpf weiß, Unterseite hellgrau, Logo „Arc of the Sun“ auf Seitenleitwerk, „JAL“ in schwarzen Großbuchstaben. Dieses Farbschema gilt seitdem auch für die Tochtergesellschaften (außer Ryukyu Air Commuter), wobei dann das entsprechende Kürzel der Tochterairline in schwarzen Großbuchstaben angebracht ist. (z. B. 'JAA', 'JTA', 'HAC' usw.)
- seit Frühjahr 2011 (5. Farbschema): Rumpf komplett weiß mit Schriftzug „JAPAN AIRLINES“; wieder roter Kranich („Tsurumaru“) auf Seitenleitwerk.[6]

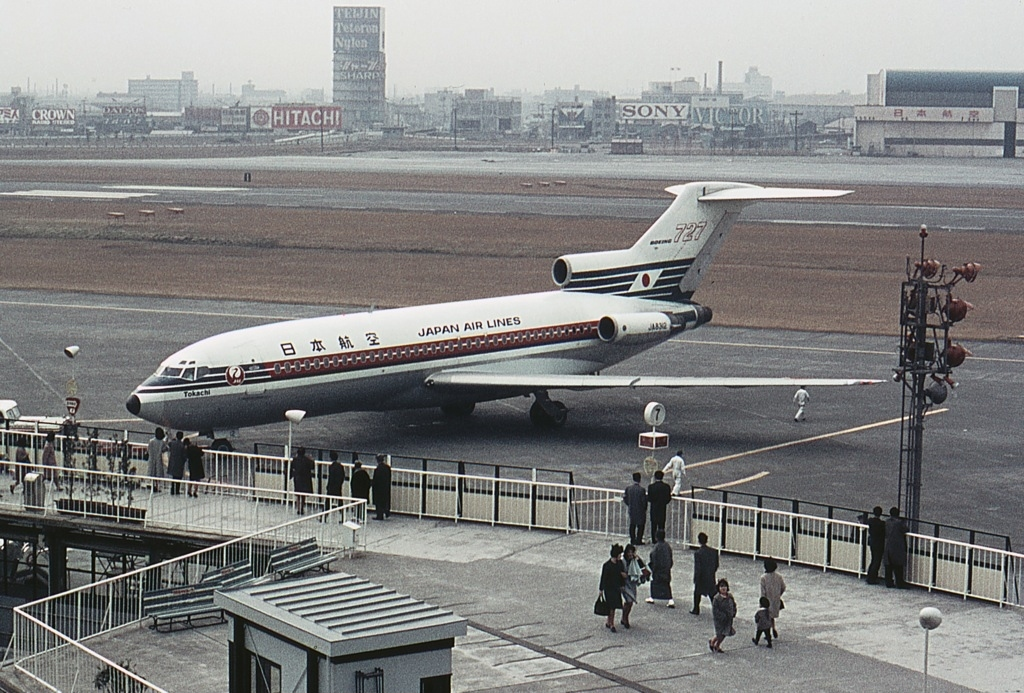
Boeing 727-100 der JAL in der Farbgebung von 1951 bis 1969
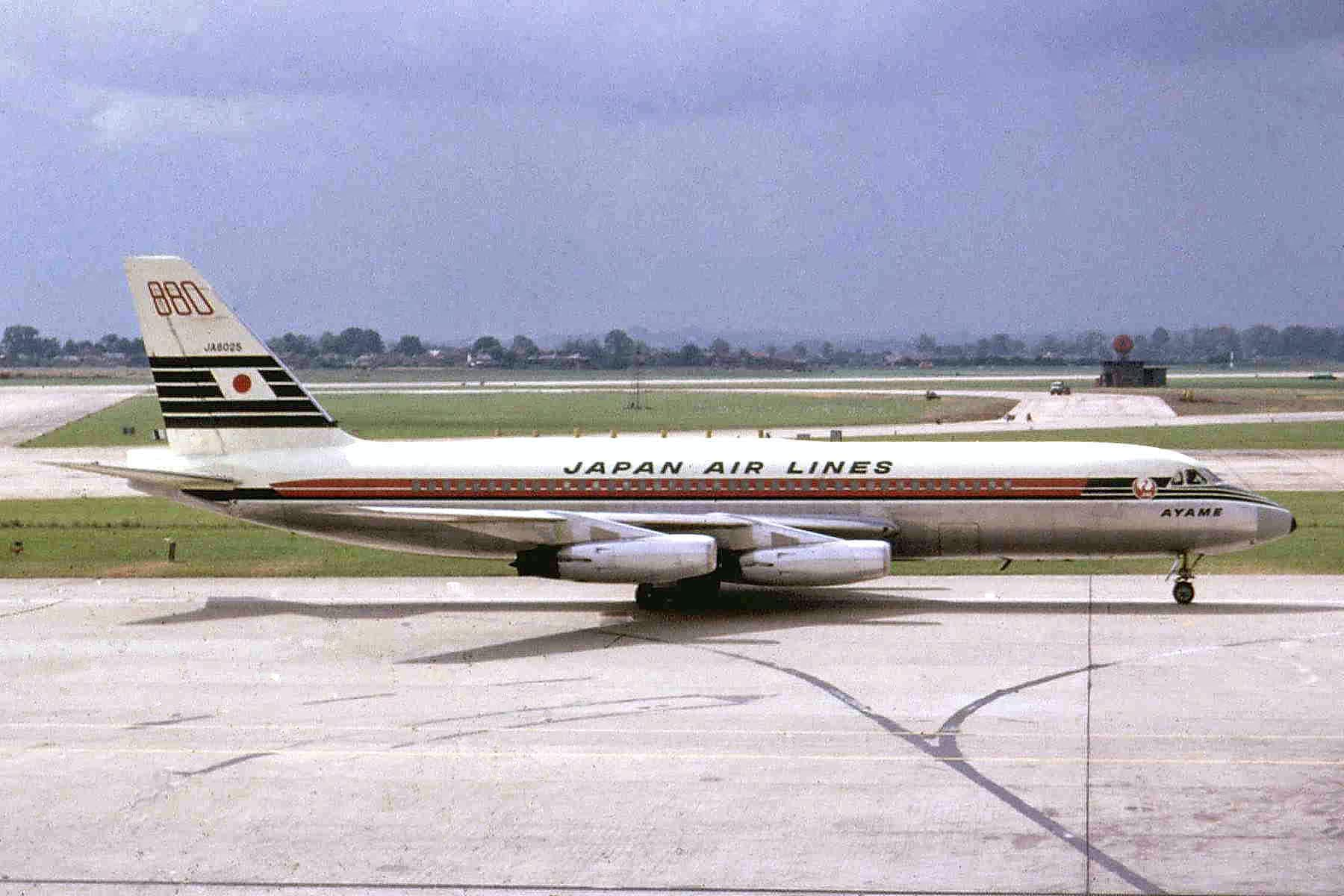
Convair CV-880 der JAL in der Farbgebung von 1951 bis 1969
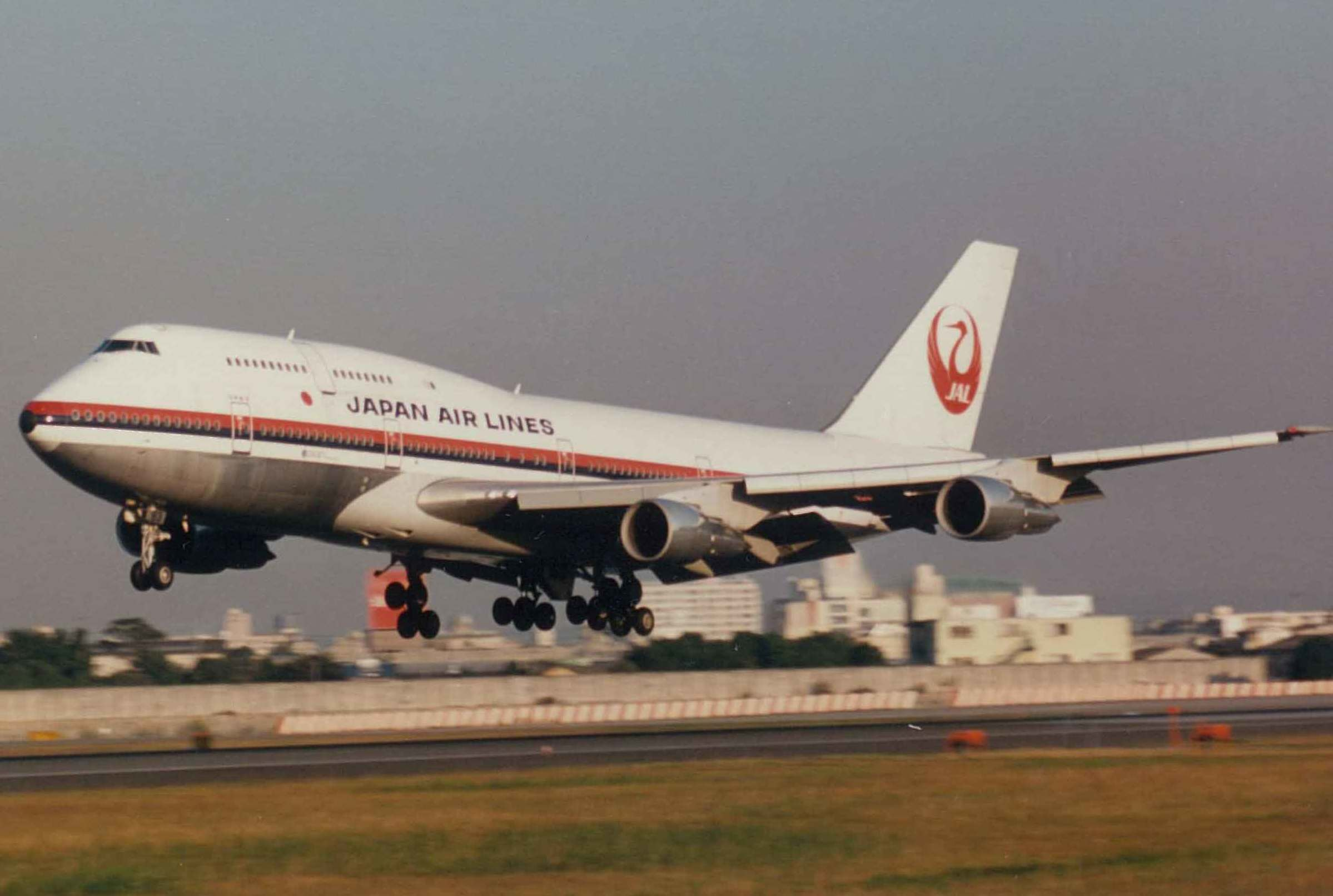
Boeing 747-300 der JAL in der Farbgebung von 1970 bis 1989
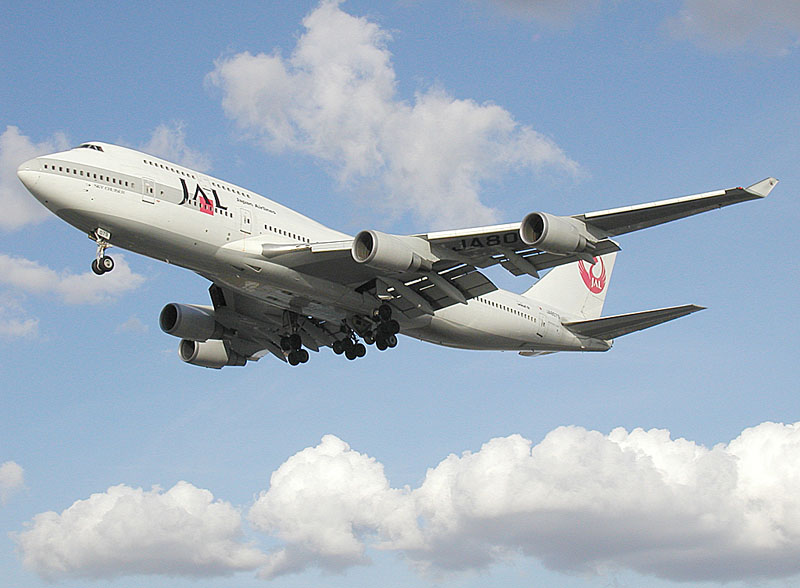
Boeing 747-400 der JAL in der Farbgebung von 1989 bis 2002
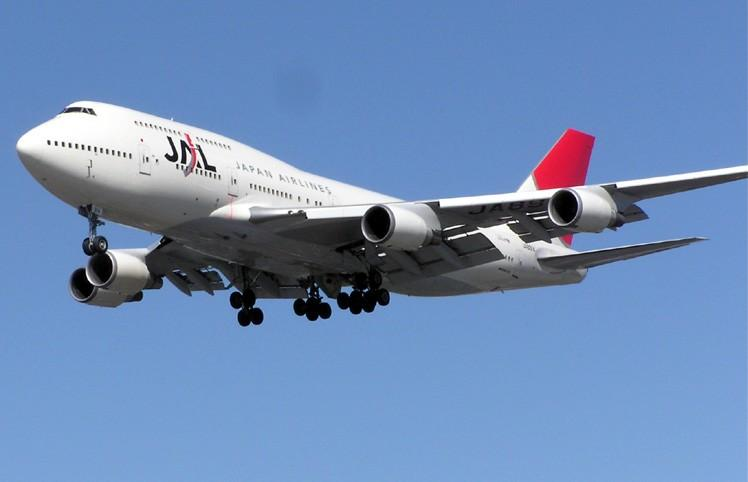
Boeing 747-400 der JAL in der Farbgebung von 2002 bis 2011
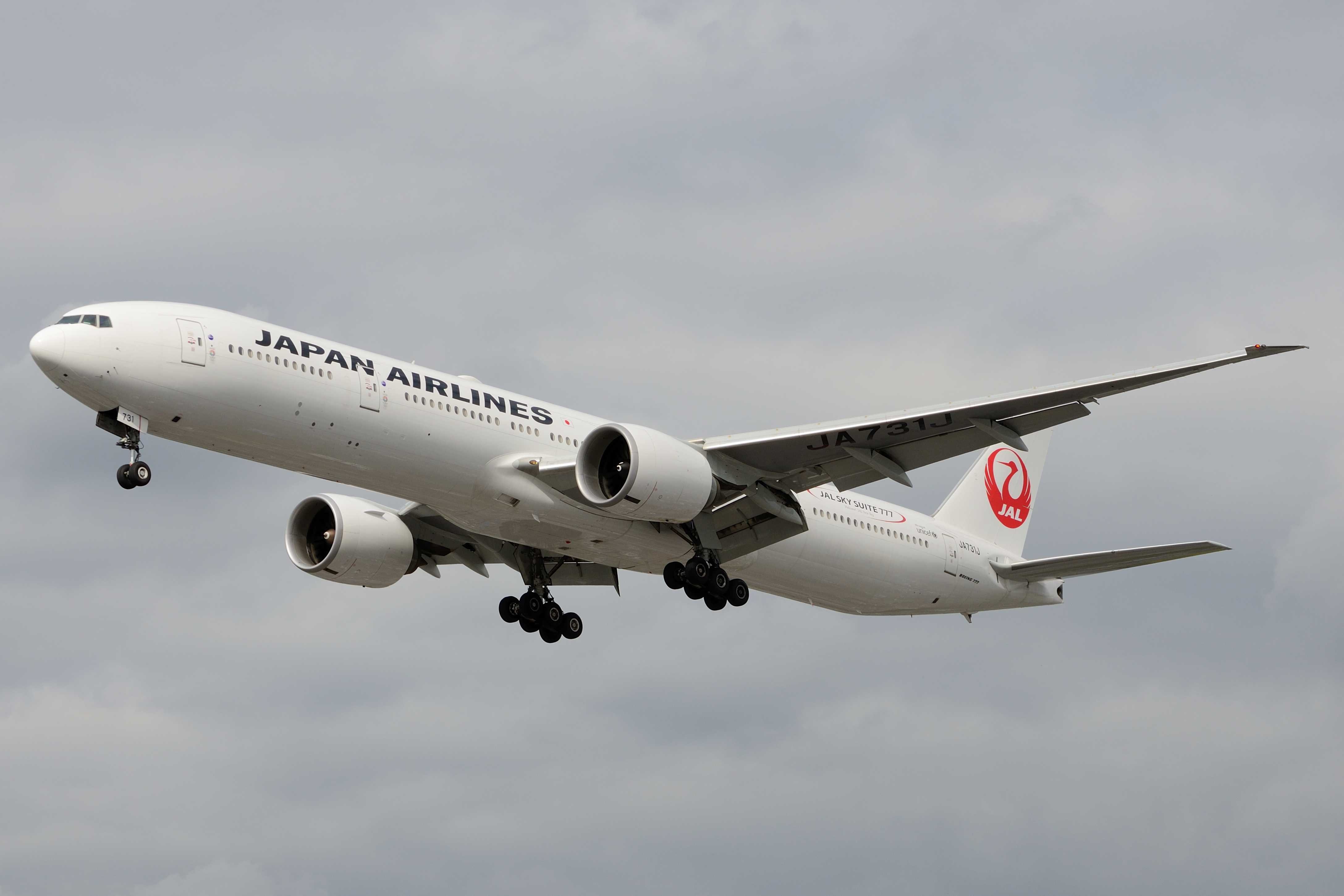
Boeing 777-300ER der JAL in der Farbgebung seit 2011

Japan Airlines Cargo

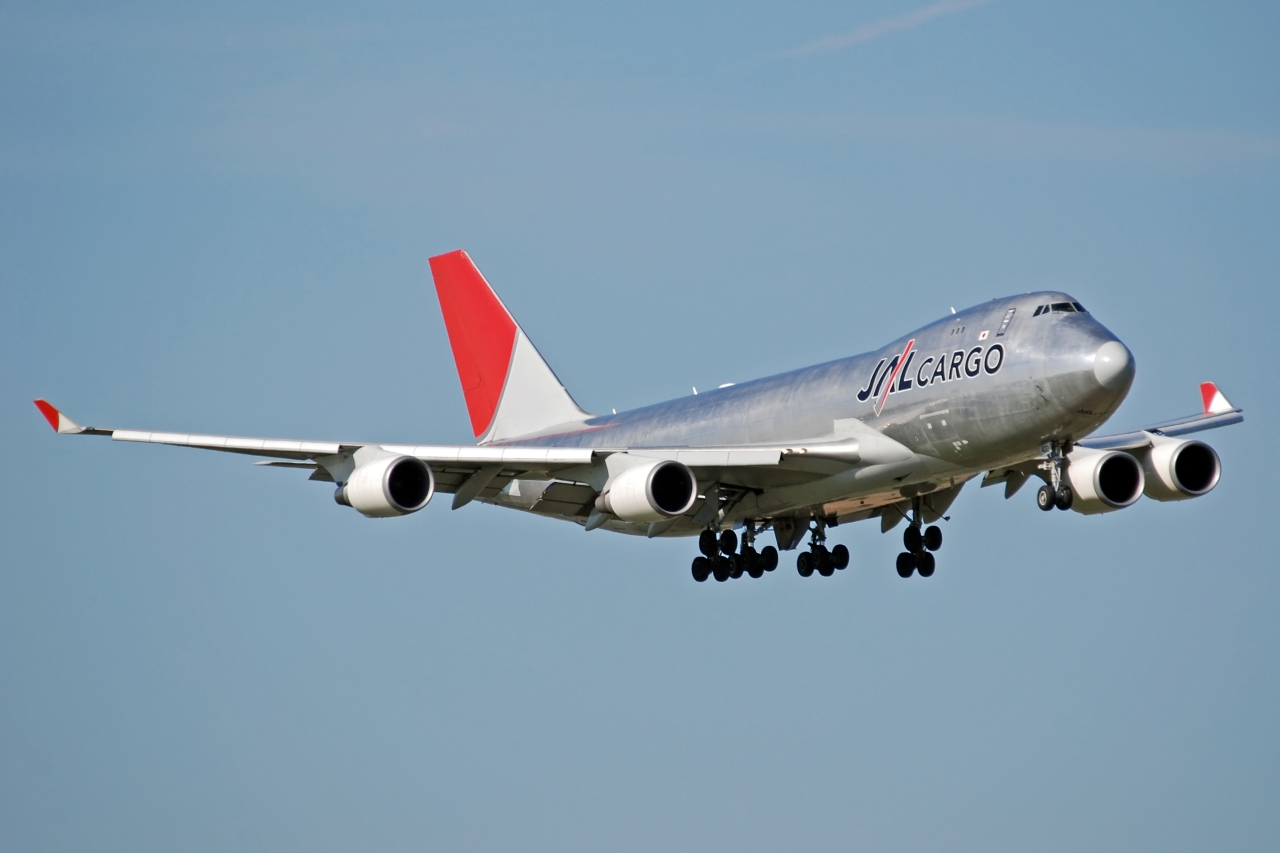
Boeing 747-400F der JAL Cargo 2008

- generell wie Japan Airlines, jedoch mit Schriftzug
  - „JAPAN AIR LINES CARGO“
  - 1989 bis 1996: „JAL CARGO“
  - 1996 bis 2002: „JAL Super Logistics“, Rumpf bei einigen Flugzeugen aluminium
  - 2002 bis 2010: „JAL Cargo“, Rumpf weiß oder aluminium.

Southwest Air Lines, seit 1993 Japan Transocean Air
- 1967 bis 1973: wie „Japan Air Lines“, jedoch in japanischer Schrift „Southwest Air Lines“'
- 1973 bis 1978: Rumpf weiß, rotes und dunkelblaus Fensterband, Rumpfunterseite hellgrau, orange weißes SWAL-Logo auf Seitenleitwerk.
- 1978 bis 1993: Rumpf weiß, breites oranges Fensterband, Rumpfunterseite hellgrau, Seitenleitwerk orange mit breitem weißen Band, darin das weiß orange SWAL-Logo.
- 1993 bis 2002: Rumpf Weiß, Unterseite hellgrau, graues Band um die Bugpartie, Schwarzer Schriftzug „JTA“, Seitenleitwerk dunkelrot mit schmalen horizontalen goldfarbenen Streifen.
- seit 2002: wie Japan Airlines

Ryūkyū Air Commuter
- De Havilland DHC-8-100: Rumpf weiß, mit gelb-blauem Band, Tragflächenoberseiten gelb
- De Havilland DHC-8-300: wie 4. Farbschema der Japan Airlines, jedoch mit „RAC RYUKYU AIR COMMUTER“-Schriftzug
- De Havilland DHC-8-400: wie 5. Farbschema der Japan Airlines, jedoch mit „RYUKYU AIR COMMUTER“-Schriftzug

TDA/Japan Air System
- Rumpf Weiß, Rumpfunterseite grau, gelb-orange-rot-blaues Band ab unterhalb der Fensterreihe und auf Seitenleitwerk, in weißen Großbuchstaben „TDA“ bzw. ab 1988 „JAS“ auf Seitenleitwerk.
- davon abweichend erhielten zwei Boeing 777 und acht MD-90 ab 1996 das Rainbow-Design, das es in verschiedenen Versionen gab und von Akira Kurosawa entworfen wurde

## Trivia
Japan Airlines…

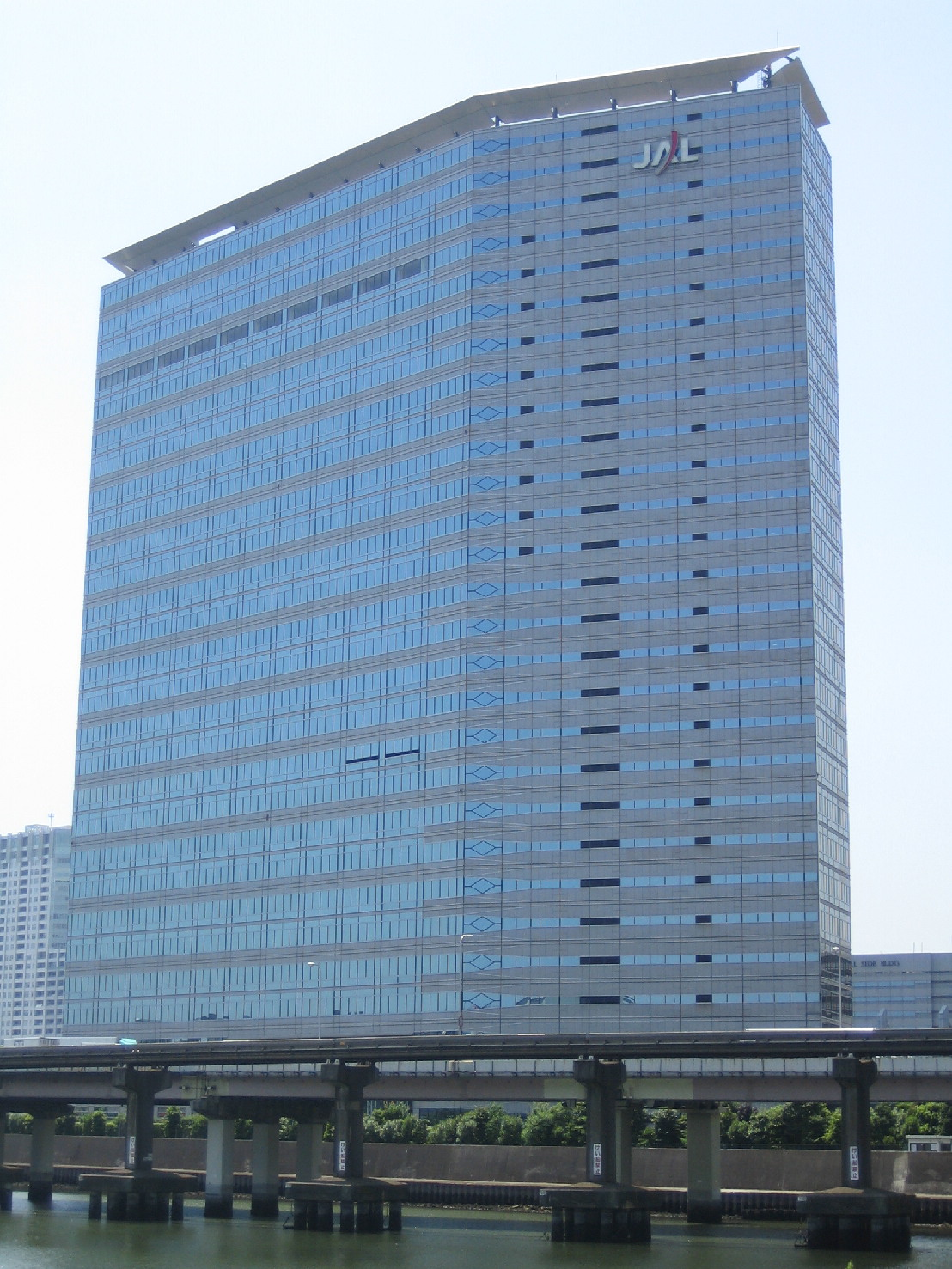
Hauptsitz der JAL in Tokio

- bestellte am 16. Juni 1966 als zweite Gesellschaft nach Pan Am die Boeing 747.
- war die erste asiatische Airline, die ein Großraumflugzeug in Betrieb nahm: die Boeing 747-146 mit dem Luftfahrzeugkennzeichen JA8101 am 22. April 1970.
- gilt mit 108 bestellten Exemplaren als größter Kunde der Boeing 747. Zudem ist die Fluggesellschaft die einzige, die mehr als 100 Jumbo-Jets bestellte und alle der drei Sondervarianten Boeing 747-100SR, Boeing 747-300SR und Boeing 747-400D für den japanischen Inlandsverkehr kaufte. Zudem setzte JAL mit Ausnahme der 747-SP und 747-8 alle Varianten der 747 ein.[40]
- hatte außer der nie in Serie gegangenen Douglas DC-1 und der Douglas DC-5 alle Douglas-Zivilmaschinen im Flottenbestand.
- hatte die größte Douglas-DC-8- und DC-10-Flotte außerhalb der USA.
- hat an reinen Frachtflugzeugen bisher nur drei verschiedene Flugzeugtypen eingesetzt (Douglas DC-7CF; Douglas DC-8-55F,-62F und Boeing 747-200F,-400F).
- stattete in der Zeit von 1960 bis 1989 ihre Düsenverkehrsflugzeuge ausschließlich mit Strahl-Triebwerken des Herstellers Pratt & Whitney aus. Sie war somit eine der wenigen Airlines, die die mit Pratt & Whitney-Triebwerken ausgerüstete DC-10-40 anstatt der meistverkauften DC-10-30 mit General-Electric-Triebwerken betrieb. Die ersten General-Electric-Triebwerke bestellte sie für ihre neuen Boeing 747-400, die ab 1990 zum Einsatz kamen. Seitdem wurden beide Triebwerkshersteller bei Flugzeugneubestellungen bedacht.
- hat am 5. April 1983 die weltweit zweitgrößte Wartungshalle für Großraumflugzeuge und Triebwerke am Flughafen Tokio-Haneda in Betrieb genommen. United Airlines betreibt die weltgrößte Wartungshalle.
- hat seit 1990 am Flughafen Tokio-Narita eine eigene vollautomatische Flugzeug-Waschstraße für ihre Großraumjets. Eine Jumbo-Jet Außenreinigung dauert 30 Minuten. Diese Anlage war die erste weltweit.
- hatte im Gründungsjahr 1951 298 Beschäftigte, 1962: 5.000, 1963: 8.000, am 31. März 1985: 20.485, 31. März 1999: 18.974 Mitarbeiter.
- hat mit durchschnittlich nur 19.000–20.000 Beschäftigten seit 15 Jahren das günstigste Verhältnis Passagierkilometer/Mitarbeiter aller großen Airlines.
- ist laut Flightstats seit Jahren eine der pünktlichsten großen Airlines der Welt.
- verkaufte im April 1988 eine 747 an die NASA. Nach dem Umbau zum Shuttle Carrier Aircraft wurde sie auf N911NA registriert und transportierte bis 2011 das Space Shuttle huckepack vom Landeplatz in Kalifornien zurück zum Startkomplex in Florida.